# Aurore (barco negrero)
El Aurore fue un barco de esclavos que transportó esclavos africanos a Luisiana en 1719. El barco, capitaneado por el capitán Herpin, partió de Saint-Malo en julio de 1718 y navegó hacia el Golfo de Benín en la costa de África. Después de reunir esclavos en la antigua región de Senegambia, el Aurore zarpó de África el 30 de noviembre y llegó a Luisiana el 6 de junio de 1719.

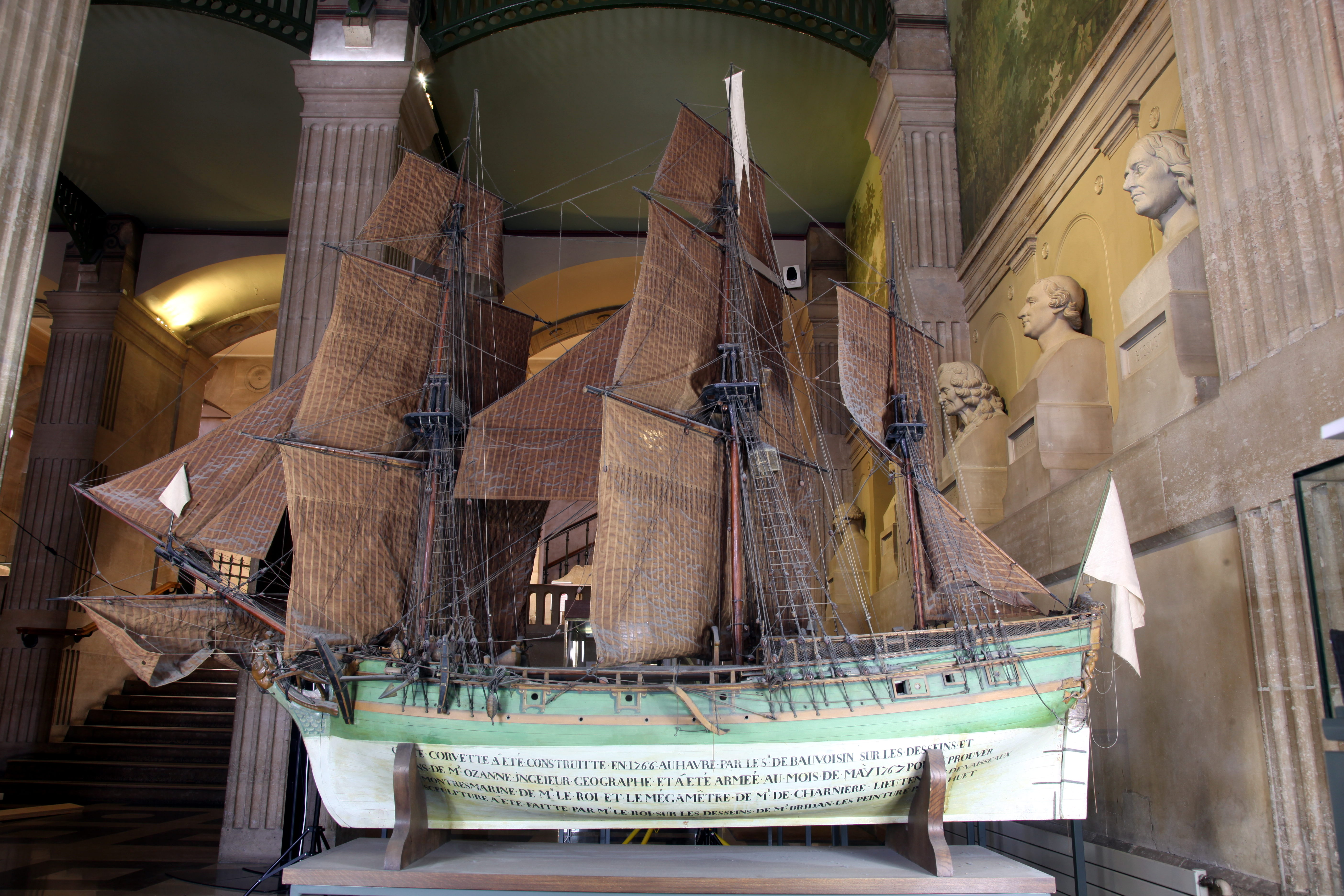
Modelo del barco Negrero Aurore.

Durante el viaje, los esclavos fueron apretados juntos en una posición similar a una cuchara para maximizar la cantidad de esclavos que se podían transportar. Además, los esclavos llevaban grilletes en las piernas para minimizar el riesgo de rebeliones. 11 miembros de la tripulación perdieron la vida durante el viaje.
Después de desembarcar a 200 esclavos en Luisiana, el Aurore regresó a Francia, llegando a Lorient el 4 de octubre. Los bocetos de un Aurore posterior proporcionan información sobre las prácticas y condiciones del comercio de esclavos.